# Рангазар
Рангазар — село в Сармановском районе Татарстана. Административный центр Рангазарского сельского поселения.

## География
Находится в восточной части Татарстана на расстоянии приблизительно 10 км на восток-юго-восток по прямой от районного центра села Сарманово.

## История
Известно с 1782 года. До 1860-х годов жители учитывались как башкиры и тептяри.
В «Списке населенных мест по сведениям 1870 года», изданном в 1877 году, населённый пункт упомянут как деревня Рангазар 2-го стана Мензелинского уезда Уфимской губернии. Располагалась при речке Рангазарке, по правую сторону просёлочной дороги из Мензелинска в Бугульму, в 60 верстах от уездного города Мензелинска и в 7 верстах от становой квартиры в селе Александровское (Кармалы). В деревне, в 115 дворах жили 751 человек (368 мужчин и 383 женщины, тептяри, татары, башкиры), были мечеть, училище. Жители занимались земледелием, скотоводством.
По сведениям переписи 1897 года, в деревне Ронгазар Мензелинского уезда Уфимской губернии жили 992 человека (488 мужчин и 504 женщины), все мусульмане.

## Население
Постоянных жителей было: в 1870—751, в 1897—992, в 1920—1369, в 1926—1086, в 1938—1080, в 1949—810, в 1958—767, в 1970—801, в 1979—602, в 1989—455, 424 в 2002 году (татары 96 %), 393 в 2010.